# Cantone di Saint-Yrieix-la-Perche
Il Cantone di Saint-Yrieix-la-Perche è una divisione amministrativa dell'arrondissement di Limoges.
A seguito della riforma approvata con decreto del 20 febbraio 2014, che ha avuto attuazione dopo le elezioni dipartimentali del 2015, è passato da 5 a 17 comuni.

## Composizione
I 5 comuni facenti parte prima della riforma del 2014 erano:
- Le Chalard
- Coussac-Bonneval
- Glandon
- Ladignac-le-Long
- Saint-Yrieix-la-Perche

Dal 2015 i comuni appartenenti al cantone sono i seguenti 17:
- Bussière-Galant
- Les Cars
- Le Chalard
- Châlus
- Flavignac
- Glandon
- Janailhac
- Ladignac-le-Long
- Lavignac
- Meilhac
- La Meyze
- Nexon
- Pageas
- Rilhac-Lastours
- La Roche-l'Abeille
- Saint-Hilaire-les-Places
- Saint-Yrieix-la-Perche